# Primer ministro de Nepal
El Primer ministro de Nepal (Nepalí: नेपालको प्रधानमन्त्री) es el jefe de gobierno de la República de Nepal.  El primer ministro es el jefe del Consejo de Ministros de Nepal y el principal asesor del Presidente de Nepal.

## Poderes
El primer ministro tiene un papel constitucional más destacado que sus homólogos en otras democracias parlamentarias. Esto se debe a que la Sección 75 de la Constitución otorga explícitamente el poder ejecutivo del gobierno federal al Consejo de Ministros, del cual el primer ministro es el líder, no el presidente. En la mayoría de las demás repúblicas parlamentarias, el presidente es al menos el jefe ejecutivo nominal, mientras que está obligado por convención a actuar según el consejo del gabinete. Según la Sección 76, el primer ministro es el presidente del Consejo de Ministros y, por lo tanto, ejerce el poder ejecutivo conjuntamente con el Consejo de Ministros.

## Nombramiento
Según la Sección 76, parte 7 de la Constitución, el presidente debe nombrar como primer ministro al líder del partido mayoritario en la Cámara de Representantes. Si ningún partido tiene la mayoría, el presidente debe nombrar a un diputado que cuente con el apoyo de una coalición de partidos que entre ellos tengan la mayoría en la cámara; en la práctica, el líder del socio mayoritario en dicha coalición. Si no se puede formar una coalición mayoritaria dentro de los 30 días posteriores al resultado final de una elección parlamentaria, el presidente debe nombrar al líder del partido más grande en la cámara. En estos últimos casos, la persona designada como primer ministro debe ganar un voto de confianza dentro de los 30 días. Sin embargo, si un voto de confianza no tiene éxito, el presidente debe nombrar a un diputado que pueda demostrar que cuenta con la confianza de la Cámara. En caso de que ningún miembro pueda gozar de la confianza de la Cámara dentro de los 55 días posteriores al anuncio de los resultados finales de la elección, se deben realizar nuevas elecciones dentro de los seis meses.

## Remoción
El proceso de vacaciones del primer ministro según la Sección 77 (1) de 2015 Constitución de Nepal es el siguiente:
El primer ministro cesará en su cargo en las siguientes circunstancias:
1. Si presenta renuncia por escrito al presidente,
2. Si no se aprueba un voto de confianza de acuerdo con el Artículo (100), o se aprueba una moción de censura,
3. Si deja de ser miembro de la Cámara de Representantes,
4. Si muere.

Además, la Sección 77 (3) establece: Si el primer ministro deja de ocupar el cargo de acuerdo con la cláusula (1), el mismo consejo de ministros continuará trabajando hasta que se constituya otro consejo de ministros, siempre que, en el caso de muerte del primer ministro, el ministro de más antigüedad continuará actuando como primer ministro hasta que se nombre un nuevo ocupante del cargo.

## Lista de primeros ministros desde 1799

### Mul Kaji (1799–1806)
| Nombre | Nombre | Nombre        | Inicio de mandato | Finalización de mandato | Partido |
| ------ | ------ | ------------- | ----------------- | ----------------------- | ------- |
|        |        | Damodar Pande | 1799              | 1804                    | —       |

### Mukhtiyar (1806–1846)
| Nombre | Nombre | Nombre                       | Inicio de mandato       | Finalización de mandato  | Partido |
| ------ | ------ | ---------------------------- | ----------------------- | ------------------------ | ------- |
|        |        | Vacante                      | 1804                    | 1806                     | —       |
|        |        | Bhimsen Thapa                | 1806                    | 1837                     | —       |
|        |        | Rana Jang Pande (1.ª vez)    | 1837                    | 1837                     | —       |
|        |        | Ranga Nath Poudyal (1.ª vez) | 1837                    | 1838                     | —       |
|        |        | Chautariya Puskhar Shah      | 1838                    | 1839                     | —       |
|        |        | Rana Jang Pande (2.ª vez)    | 1839                    | 1840                     | —       |
|        |        | Ranga Nath Poudyal (2.ª vez) | 1840                    | 1840                     | —       |
|        |        | Fateh Jung Shah (1.ª vez)    | Noviembre de 1840       | Enero de 1843            | —       |
|        |        | Mathabar Singh Thapa         | 28 de noviembre de 1843 | 17 de mayo de 1845       | —       |
|        |        | Fateh Jung Shah (2.ª vez)    | Septiembre de 1845      | 14 de septiembre de 1846 | —       |

### EraRana(1846-1951)
| Nombre | Nombre | Nombre                             | Inicio del mandato       | Finalización del mandato | Partido |
| ------ | ------ | ---------------------------------- | ------------------------ | ------------------------ | ------- |
|        |        | Jung Bahadur Rana                  | 15 de septiembre de 1846 | 1 de agosto de 1856      | —       |
|        |        | Bam Bahadur Kunwar                 | 1 de agosto de 1856      | 25 de mayo de 1857       | —       |
|        |        | Krishna Bahadur Kunwar Rana        | 25 de mayo de 1857       | 28 de junio de 1857      | —       |
|        |        | Jung Bahadur Rana                  | 28 de junio de 1857      | 25 de febrero de 1877    | —       |
|        |        | Ranodip Singh Kunwar               | 27 de febrero de 1877    | 22 de noviembre de 1885  | —       |
|        |        | Bir Shumsher Jang Bahadur Rana     | 22 de noviembre de 1885  | 5 de marzo de 1901       | —       |
|        |        | Dev Shumsher Jang Bahadur Rana     | 5 de marzo de 1901       | 27 de junio de 1901      | —       |
|        |        | Chandra Shumsher Jang Bahadur Rana | 27 de junio de 1901      | 26 de noviembre de 1929  | —       |
|        |        | Bhim Shumsher Jung Bahadur Rana    | 26 de noviembre de 1929  | 1 de septiembre de 1932  | —       |
|        |        | Juddha Shumsher Jang Bahadur Rana  | 1 de septiembre de 1932  | 29 de noviembre de 1945  | —       |
|        |        | Padma Shumsher Jang Bahadur Rana   | 29 de noviembre de 1945  | 30 de abril de 1948      | —       |
|        |        | Mohan Shumsher Jang Bahadur Rana   | 30 de abril de 1948      | 12 de noviembre de 1951  | —       |

### Era de la Transición (1951–1960)
| Nombre | Nombre | Nombre                     | Inicio del mandato      | Finalización del mandato | Partido                   |
| ------ | ------ | -------------------------- | ----------------------- | ------------------------ | ------------------------- |
|        |        | Matrika Prasad Koirala     | 16 de noviembre de 1951 | 14 de agosto de 1952     | Congreso Nepalí           |
|        |        | Tribhuvan Bir Bikram Shah  | 14 de agosto de 1952    | 15 de junio de 1953      | —                         |
|        |        | Matrika Prasad Koirala     | 15 de junio de 1953     | 14 de abril de 1955      | Rastriya Praja Party      |
|        |        | Mahendra Bir Bikram Shah   | 14 de abril de 1955     | 27 de enero de 1956      | —                         |
|        |        | Tanka Prasad Acharya       | 27 de enero de 1956     | 26 de julio de 1957      | Nepal Praja Parishad      |
|        |        | Kunwar Inderjit Singh      | 26 de julio de 1957     | 15 de mayo de 1958       | Partido Democrático Unido |
|        |        | Subarna Shamsher Rana      | 15 de mayo de 1958      | 27 de mayo de 1959       | Congreso Nepalí           |
|        |        | Bishweshwar Prasad Koirala | 27 de mayo de 1959      | 26 de diciembre de 1960  | Congreso Nepalí           |

### Monarquía absoluta (1960–1990)
| Nombre | Nombre | Nombre                       | Inicio del mandato       | Finalización del mandato | Partido       |
| ------ | ------ | ---------------------------- | ------------------------ | ------------------------ | ------------- |
|        |        | Mahendra Bir Bikram Shah     | 26 de diciembre de 1960  | 2 de abril de 1963       | —             |
|        |        | Tulsi Giri                   | 2 de abril de 1963       | 23 de diciembre de 1963  | Independiente |
|        |        | Surya Bahadur Thapa          | 23 de diciembre de 1963  | 26 de febrero de 1964    | Independiente |
|        |        | Tulsi Giri                   | 26 de febrero de 1964    | 26 de enero de 1965      | Independiente |
|        |        | Surya Bahadur Thapa          | 26 de enero de 1965      | 7 de abril de 1969       | Independiente |
|        |        | Kirti Nidhi Bista            | 7 de abril de 1969       | 13 de abril de 1970      | Independiente |
|        |        | Gehendra Bahadur Rajbhandari | 13 de abril de 1970      | 14 de abril de 1971      | Independiente |
|        |        | Kirti Nidhi Bista            | 14 de abril de 1971      | 16 de julio de 1973      | Independiente |
|        |        | Nagendra Prasad Rijal        | 16 de julio de 1973      | 1 de diciembre de 1975   | Independiente |
|        |        | Tulsi Giri                   | 1 de diciembre de 1975   | 12 de septiembre de 1977 | Independiente |
|        |        | Kirti Nidhi Bista            | 12 de septiembre de 1977 | 30 de mayo de 1979       | Independiente |
|        |        | Surya Bahadur Thapa          | 30 de mayo de 1979       | 12 de julio de 1983      | Independiente |
|        |        | Lokendra Bahadur Chand       | 12 de julio de 1983      | 21 de marzo de 1986      | Independiente |
|        |        | Nagendra Prasad Rijal        | 21 de marzo de 1986      | 15 de junio de 1986      | Independiente |
|        |        | Marich Man Singh Shrestha    | 15 de junio de 1986      | 6 de abril de 1990       | Independiente |
|        |        | Lokendra Bahadur Chand       | 6 de abril de 1990       | 19 de abril de 1990      | Independiente |

### Monarquía constitucional (1990–2008)
| Nombre | Nombre | Nombre                   | Inicio del mandato       | Finalización del mandato | Partido                                                   |
| ------ | ------ | ------------------------ | ------------------------ | ------------------------ | --------------------------------------------------------- |
|        |        | Krishna Prasad Bhattarai | 19 de abril de 1990      | 26 de mayo de 1991       | Congreso Nepalí                                           |
|        |        | Girija Prasad Koirala    | 26 de mayo de 1991       | 30 de noviembre de 1994  | Congreso Nepalí                                           |
|        |        | Man Mohan Adhikari       | 30 de noviembre de 1994  | 12 de septiembre de 1995 | Partido Comunista de Nepal (Marxista-Leninista Unificado) |
|        |        | Sher Bahadur Deuba       | 12 de septiembre de 1995 | 12 de marzo de 1997      | Congreso Nepalí                                           |
|        |        | Lokendra Bahadur Chand   | 12 de marzo de 1997      | 7 de octubre de 1997     | Partido Nacional Democrático (Chand)                      |
|        |        | Surya Bahadur Thapa      | 7 de octubre de 1997     | 15 de abril de 1998      | Partido Nacional Democrático                              |
|        |        | Girija Prasad Koirala    | 15 de abril de 1998      | 31 de mayo de 1999       | Congreso Nepalí                                           |
|        |        | Krishna Prasad Bhattarai | 31 de mayo de 1999       | 22 de marzo de 2000      | Congreso Nepalí                                           |
|        |        | Girija Prasad Koirala    | 22 de marzo de 2000      | 26 de julio de 2001      | Congreso Nepalí                                           |
|        |        | Sher Bahadur Deuba       | 26 de julio de 2001      | 4 de octubre de 2002     | Congreso Nepalí                                           |
|        |        | Rey Gyanendra de Nepal   | 4 de octubre de 2002     | 11 de octubre de 2002    | —                                                         |
|        |        | Lokendra Bahadur Chand   | 11 de octubre de 2002    | 5 de junio de 2003       | Partido Nacional Democrático                              |
|        |        | Surya Bahadur Thapa      | 5 de junio de 2003       | 3 de junio de 2004       | Partido Nacional Democrático                              |
|        |        | Sher Bahadur Deuba       | 3 de junio de 2004       | 1 de febrero de 2005     | Congreso Nepalí                                           |
|        |        | Rey Gyanendra de Nepal   | 1 de febrero de 2005     | 25 de abril de 2006      | —                                                         |
|        |        | Girija Prasad Koirala    | 25 de abril de 2006      | 28 de mayo de 2008       | Congreso Nepalí                                           |

### República Federal de Nepal (2008-presente)
| Nombre | Nombre | Nombre                | Inicio del mandato      | Finalización del mandato | Partido                                                   |
| ------ | ------ | --------------------- | ----------------------- | ------------------------ | --------------------------------------------------------- |
|        |        | Girija Prasad Koirala | 28 de mayo de 2008      | 18 de agosto de 2008     | Congreso Nepalí                                           |
|        |        | Pushpa Kamal Dahal    | 18 de agosto de 2008    | 25 de mayo de 2009       | Partido Comunista Unificado de Nepal (Maoísta)            |
|        |        | Madhav Kumar Nepal    | 25 de mayo de 2009      | 6 de febrero de 2011     | Partido Comunista de Nepal (Marxista-Leninista Unificado) |
|        |        | Jhala Nath Khanal     | 6 de febrero de 2011    | 29 de agosto de 2011     | Partido Comunista de Nepal (Marxista-Leninista Unificado) |
|        |        | Baburam Bhattarai     | 29 de agosto de 2011    | 14 de marzo de 2013      | Partido Comunista Unificado de Nepal (Maoísta)            |
|        |        | Khil Raj Regmi        | 14 de marzo de 2013     | 11 de febrero de 2014    | Independiente                                             |
|        |        | Sushil Koirala        | 11 de febrero de 2014   | 12 de octubre de 2015    | Congreso Nepalí                                           |
|        |        | Khadga Prasad Oli     | 12 de octubre de 2015   | 4 de agosto de 2016      | Partido Comunista de Nepal (Marxista-Leninista Unificado) |
|        |        | Pushpa Kamal Dahal    | 4 de agosto de 2016     | 31 de mayo de 2017       | Partido Comunista Unificado de Nepal (Maoísta)            |
|        |        | Sher Bahadur Deuba    | 7 de junio de 2017      | 15 de febrero de 2018    | Congreso Nepalí                                           |
|        |        | Khadga Prasad Oli     | 15 de febrero de 2018   | 13 de julio de 2021      | Partido Comunista de Nepal (Marxista-Leninista Unificado) |
|        |        | Sher Bahadur Deuba    | 13 de julio de 2021     | 25 de diciembre de 2022  | Congreso Nepalí                                           |
|        |        | Pushpa Kamal Dahal    | 25 de diciembre de 2022 | 15 de julio de 2024      | Partido Comunista Unificado de Nepal (Maoísta)            |
|        |        | Khadga Prasad Oli     | 15 de julio de 2024     | Presente                 | Partido Comunista de Nepal (Marxista-Leninista Unificado) |